# خلايا اتجاه الرأس
خلايا اتجاه الرأس (إتش دي) هي عصبونات موجودة في عدد من مناطق الدماغ متميزة بزيادة معدل إطلاقها فوق المستويات الأساسية عند تحرك رأس الحيوان في اتجاه محدد حصري. أمكن ملاحظة هذه الخلايا الكامنة خلف «الحس بالاتجاه» لدى كل من الجرذان، والقرود، والفئران، وقوارض الشنشيلة والخفافيش، ومن المعتقد أنها شائعة لدى جميع الثدييات، وربما جميع الفقاريات وحتى بعض اللافقاريات. عند مواجهة رأس الحيوان لما يُعرف باسم «اتجاه الإطلاق المفضل» للخلية، يبدأ إطلاق هذه الخلايا بمعدل ثابت (أي أنها لا تختبر أي شكل من أشكال التكيف)، لكن ينخفض الإطلاق إلى مستواه الأساسي مع انحراف رأس الحيوان عن الاتجاه المفضل (ما يقارب 45 درجة بعيدًا عن هذا الاتجاه). 
توجد خلايا اتجاه الرأس في العديد من مناطق الدماغ، بما في ذلك المناطق القشرية لما بعد مرفد الحصين (الذي يُعرف أيضًا باسم قادمة الحرف الظهرية)، والقشرة خلف الطحال والقشرة الشمية الداخلية، إلى جانب المناطق تحت القشرية بما في ذلك المهاد (النواة المهادية الأمامية الظهرية والظهرية الوحشية)، والنواة الحلمية الوحشية، والنواة الرباعية الظهرية والجسم المخطط. يُعتقد أن خلايا اتجاه الرأس القشرية مسؤولة عن معالجة المعلومات المتعلقة بالبيئة، بينما تعمل الخلايا تحت القشرية منها على معالجة المعلومات المتعلقة بحركة الرأس الزاويّة. 
تكمن إحدى السمات المدهشة لهذه الخلايا في احتفاظها بنفس اتجاهات الاطلاق المفضلة النسبية في معظم مناطق الدماغ، حتى في حالة تحرك الحيوان إلى غرفة أخرى، أو في حالة تغيير المعالم المكانية. يشير هذا إلى قدرة هذه الخلايا على التفاعل بهدف الحفاظ على إشارة اتجاه مستقرة وحدوية (انظر «النماذج النظرية»). مع ذلك، عُثر مؤخرًا على مجموعة فرعية من عصبونات اتجاه الرأس في الجزء غير الحبيبي من القشرة خلف الطحالية إذ تعمل هذه الخلايا بشكل مستقل عن بقية الشبكة، وتتميز باستجابة أكبر للإشارات البيئية. 
يرتبط هذا النظام مع نظام الخلايا المكانية الموجود في الحصين، الذي غالبًا يكون ثابت التوجيه ومحددًا بالموقع، بينما تتسم خلايا اتجاه الرأس إلى حد كبير بأنها محددة بالتوجيه وثابتة الموقع. مع ذلك، لا تستلزم خلايا اتجاه الرأس أي دور للحصين الوظيفي عند التعبير عن خصوصية اتجاه الرأس التي تميزها. تعتمد هذه الخلايا بالمقابل على الجهاز الدهليزي، ويكون إطلاقها مستقلًا عن وضعية جسم الحيوان بالنسبة إلى رأسه.
تظهر بعض خلايا اتجاه الرأس السلوكيات الاستباقية: وصلت أفضل نسبة من التطابق بين نشاط خلايا اتجاه الرأس واتجاه الرأس الفعلي للحيوان إلى 95 مللي ثانية في المستقبل. يشير هذا إلى قدرة نشاط خلايا اتجاه الرأس على توقع اتجاه رأس الحيوان في المستقبل قبل 95 مللي ثانية من ذلك. يعكس هذا على الأرجح وجود مدخلات من الجهاز الحركي («النسخة الصادرة الحركية») ما يساعد على تحضير الشبكة لانعطاف الرأس الوشيك.
تستمر خلايا اتجاه الرأس في الإطلاق بطريقة منتظمة خلال النوم، ولا تختلف على الإطلاق عن حالة اليقظة. مع ذلك، عوضًا عن استمرارها في الإشارة إلى نفس الاتجاه، – إذ يكون الحيوان في حالة غير متحركة عند النوم – تتحرك «إبرة البوصلة» العصبونية بشكل مستمر. خلال مرحلة نوم حركة العين السريعة على وجه التحديد، التي تتميز بحالة دماغية غنية بنشاط الأحلام لدى البشر ولا يمكن تفريق نشاطها الكهربائي افتراضيًا عن الحالة الدماغية اليقظة، تتحرك هذه الإشارة الاتجاهية كما لو كان الحيوان مستيقظًا: أي يحدث تنشيط عصبونات اتجاه الرأس بشكل تدريجي، وتحافظ العصبونات الفردية التي تمثل الاتجاه العام خلال فترة اليقظة على نشاطها، او سكونها، في نفس الوقت.